# Christine Keller
Christine Keller (* 6. April 1959 in Basel, heimatberechtigt in Basel) ist eine Schweizer Politikerin (SP) und Juristin. Sie war von 1998 bis 1999 Mitglied des Nationalrates.

## Leben
Christine Keller wuchs in ihrer Geburtsstadt Basel auf. Sie studierte Rechtswissenschaft an der Universität Basel und schloss das Studium 1983 mit dem Lizenziat ab. Christine Keller ist Mutter von drei Kindern und lebt in Basel.
Sie arbeitet seit 1988 als Gerichtsschreiberin am Zivilgericht Basel-Stadt. Davor war sie von 1983 bis 1984 als Lehrerin für allgemeinbildende Fächer an der Allgemeinen Gewerbeschule Basel tätig. Sie war von 2005 bis 2019 Bankrätin der Basler Kantonalbank sowie Verwaltungsrätin der Bank Coop AG (heute Bank Cler).

## Politische Tätigkeit
Ihre politische Karriere begann 1977 als Mitglied der SP Basel-Stadt. Christine Keller war von 1984 bis 1997 und von 2001 bis 2013 im Grossen Rat des Kantons Basel-Stadt. Im Februar 2005 wurde sie zur Basler SP-Fraktionspräsidentin gewählt. Dieses Amt hatte sie bis 2009 inne. Vom 19. Januar 1998 bis 5. Dezember 1999 war Christine Keller Mitglied des Nationalrates. Im Jahr 2007 kandidierte sie ohne Erfolg erneut für die Nationalrat. 2023 wurde sie als Nachrückerin für Salome Hofer erneut Mitglied des Grossen Rats.